# Денис (Оклахома)
Денис (енгл. Dennis) насељено је место без административног статуса у америчкој савезној држави Оклахома.

## Демографија
По попису из 2010. године број становника је 195, што је 10 (5,4%) становника више него 2000. године.
| Група             | 2000.       | 2010.       |
| Белци             | 160 (86,5%) | 166 (85,1%) |
| Афроамериканци    | 0 (0,0%)    | 0 (0,0%)    |
| Азијати           | 0 (0,0%)    | 0 (0,0%)    |
| Хиспаноамериканци | 1 (0,5%)    | 1 (0,5%)    |
| Укупно            | 185         | 195         |